# Patrick Chan
Patrick Lewis Wai-Kuan Chan (Ottawa, Ontário, 31 de dezembro de 1990) é um ex-patinador artístico canadense. Chan competiu no individual masculino. Ele foi campeão olímpico por equipes e terminou na nona posição do individual masculino, nos Jogos Olímpicos de Inverno de 2018, e conquistou duas medalhas de prata nos Jogos Olímpicos de Inverno de 2014, uma no individual masculino e a outra na competição por equipes, cinco medalhas em campeonatos mundiais, sendo três de ouro (2011, 2012 e 2013), duas medalhas de ouro no campeonato dos quatro continentes (2009 e 2012), e foi campeão por dez vezes do campeonato nacional canadense (2008–2014, 2016–2018).
Após os Jogos Olímpicos de Inverno de 2018, em PyeongChang, Chan anunciou sua retirado das competições.

## Principais resultados

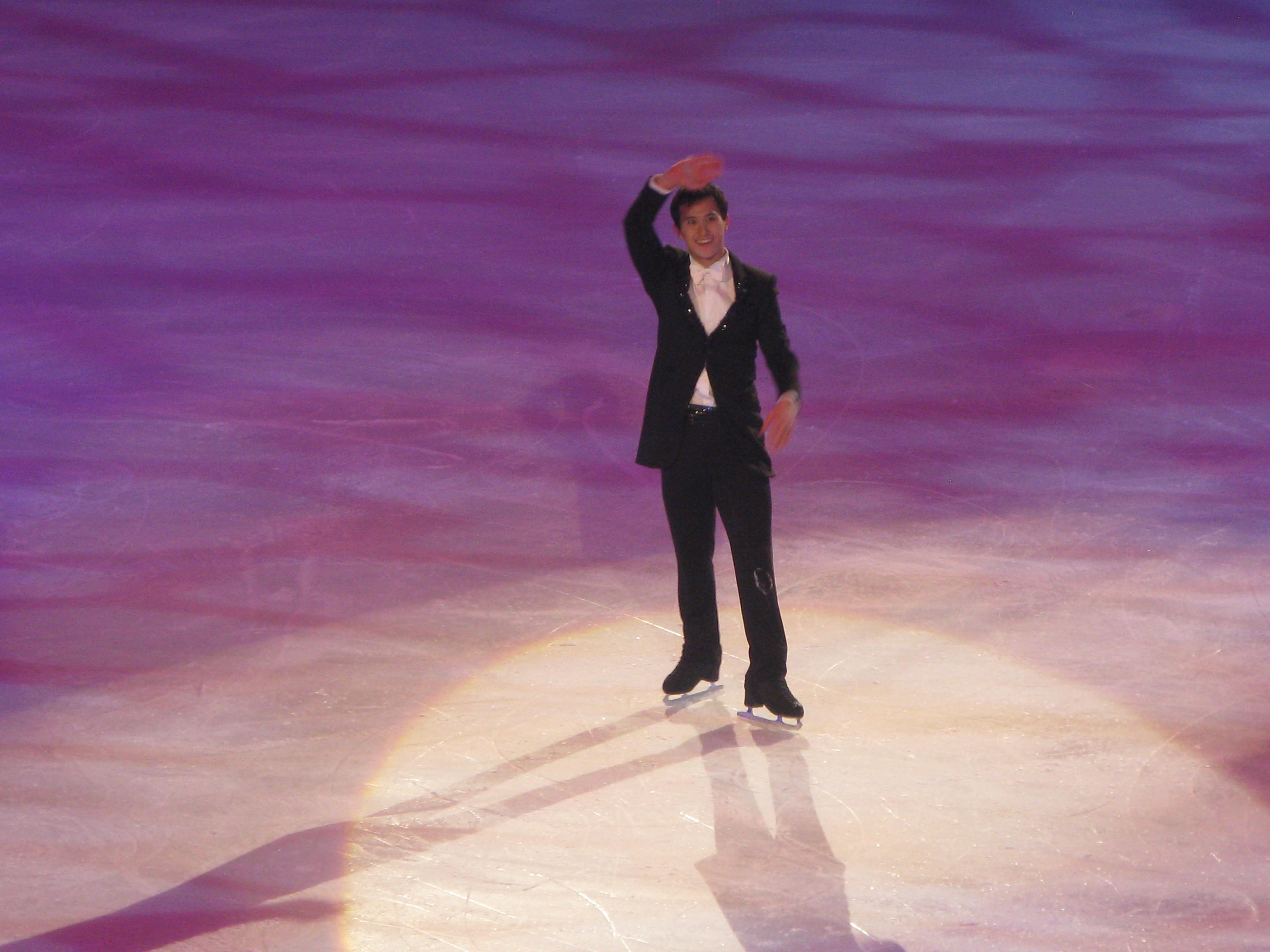
Chan in Bompard 2013.

| Resultados | Resultados      | Resultados      | Resultados      | Resultados       | Resultados        | Resultados       | Resultados       | Resultados       | Resultados      | Resultados        | Resultados       | Resultados    | Resultados      | Resultados       | Resultados      |
| Internacional | Internacional   | Internacional   | Internacional   | Internacional    | Internacional     | Internacional    | Internacional    | Internacional    | Internacional   | Internacional     | Internacional    | Internacional | Internacional   | Internacional    | Internacional   |
| Evento/Temporada | 2003– 2004      | 2004– 2005      | 2005– 2006      | 2006– 2007       | 2007– 2008        | 2008– 2009       | 2009– 2010       | 2010– 2011       | 2011– 2012      | 2012– 2013        | 2013– 2014       | 2014– 2015    | 2015– 2016      | 2016– 2017       | 2017– 2018      |
| --- | --------------- | --------------- | --------------- | ---------------- | ----------------- | ---------------- | ---------------- | ---------------- | --------------- | ----------------- | ---------------- | ------------- | --------------- | ---------------- | --------------- |
| Jogos Olímpicos |                 |                 |                 |                  |                   |                  | 5.º              |                  |                 |                   | Medalha de prata |               |                 |                  | 9.º             |
| Campeonato Mundial |                 |                 |                 |                  | 9.º               | Medalha de prata | Medalha de prata | Medalha de ouro  | Medalha de ouro | Medalha de ouro   |                  |               | 5.º             | 5.º              |                 |
| Campeonato dos Quatro Continentes |                 |                 |                 |                  |                   | Medalha de ouro  |                  |                  | Medalha de ouro |                   |                  |               | Medalha de ouro | 4.º              |                 |
| GP Grand Prix Final |                 |                 |                 |                  | 5.º               | 5.º              |                  | Medalha de ouro  | Medalha de ouro | Medalha de bronze | Medalha de prata |               | 4.º             | 5.º              |                 |
| GP Cup of China |                 |                 |                 |                  |                   |                  |                  |                  |                 |                   |                  |               |                 | Medalha de ouro  |                 |
| GP NHK Trophy |                 |                 |                 | 7.º              |                   |                  |                  |                  |                 |                   |                  |               |                 |                  | WD              |
| GP Rostelecom Cup |                 |                 |                 |                  |                   |                  | WD               | Medalha de prata |                 | Medalha de ouro   |                  |               |                 |                  |                 |
| GP Skate America |                 |                 |                 |                  | Medalha de bronze |                  |                  |                  |                 |                   |                  |               |                 |                  |                 |
| GP Skate Canada International |                 |                 |                 |                  |                   | Medalha de ouro  | 6.º              | Medalha de ouro  | Medalha de ouro | Medalha de prata  | Medalha de ouro  |               | Medalha de ouro | Medalha de ouro  | 4.º             |
| GP Trophée Éric Bompard |                 |                 |                 | 5.º              | Medalha de ouro   | Medalha de ouro  |                  |                  | Medalha de ouro |                   | Medalha de ouro  |               | 5.º             |                  |                 |
| CS Finlandia Trophy |                 |                 |                 |                  |                   |                  |                  |                  |                 |                   |                  |               |                 | Medalha de prata |                 |
| Internacional – Júnior |                 |                 |                 |                  |                   |                  |                  |                  |                 |                   |                  |               |                 |                  |                 |
| Campeonato Mundial Júnior |                 | 7.º             | 6.º             | Medalha de prata |                   |                  |                  |                  |                 |                   |                  |               |                 |                  |                 |
| JGP Grand Prix Júnior Final |                 |                 | 5.º             |                  |                   |                  |                  |                  |                 |                   |                  |               |                 |                  |                 |
| JGP JGP Canadá |                 |                 | Medalha de ouro |                  |                   |                  |                  |                  |                 |                   |                  |               |                 |                  |                 |
| JGP JGP Eslováquia |                 |                 | 4.º             |                  |                   |                  |                  |                  |                 |                   |                  |               |                 |                  |                 |
| Nacional |                 |                 |                 |                  |                   |                  |                  |                  |                 |                   |                  |               |                 |                  |                 |
| Campeonato Canadense |                 |                 | 7.º             | 5.º              | Medalha de ouro   | Medalha de ouro  | Medalha de ouro  | Medalha de ouro  | Medalha de ouro | Medalha de ouro   | Medalha de ouro  |               | Medalha de ouro | Medalha de ouro  | Medalha de ouro |
| Campeonato Canadense – Júnior |                 | Medalha de ouro |                 |                  |                   |                  |                  |                  |                 |                   |                  |               |                 |                  |                 |
| Campeonato Canadense – Noviço | Medalha de ouro |                 |                 |                  |                   |                  |                  |                  |                 |                   |                  |               |                 |                  |                 |
| Equipes |                 |                 |                 |                  |                   |                  |                  |                  |                 |                   |                  |               |                 |                  |                 |
| Jogos Olímpicos |                 |                 |                 |                  |                   |                  |                  |                  |                 |                   | 2T/3P            |               |                 |                  | 1T/3P           |
| Troféu Mundial por Equipes |                 |                 |                 |                  |                   | 2T/4P            |                  |                  | 3T/2P           | 2T/2P             |                  |               |                 | 4.º 4T/5P        |                 |
| Japan Open |                 |                 |                 |                  |                   |                  |                  |                  | 1T/1P           | 2T/6P             |                  | 2T/1P         | 2T/3P           |                  |                 |
| |                 |                 |                 |                  |                   |                  |                  |                  |                 |                   |                  |               |                 |                  |                 |
| Legenda: GP = Grand Prix; CS = Challenger Series; JGP = Grand Prix Júnior; WD = Abandonou; C = Cancelado; T = Posição da equipe; P = Posição individual; Competição não foi disputada nesta temporada |                 |                 |                 |                  |                   |                  |                  |                  |                 |                   |                  |               |                 |                  |                 |